# ارچباخ
ارچباخ (به لاتین: Archbach) یک رود در اتریش است که در تیرول واقع شده‌است.